# Phoneyusa bidentata
Phoneyusa bidentata är en spindelart som beskrevs av Pocock 1899. Phoneyusa bidentata ingår i släktet Phoneyusa och familjen fågelspindlar. Utöver nominatformen finns också underarten P. b. ituriensis.